# Gynoplistia metajucunda
Gynoplistia metajucunda là một loài ruồi trong họ Limoniidae. Chúng phân bố ở miền Australasia.